# Canhoteiro
José Ribamar de Oliveira, mais conhecido como Canhoteiro (Coroatá, 24 de setembro de 1932 — São Paulo,16 de agosto de 1974), foi um futebolista brasileiro.
Pelé costuma dizer que o tinha como um de seus dois maiores ídolos, ao lado de Zizinho.
Canhoteiro media 1,68 metro e era um ponta esquerda extremamente habilidoso. Era veloz, e seu drible costumava entortar os adversários. Talvez seu único ponto fraco em campo fosse a marcação. É um dos maiores ídolos do São Paulo de todos os tempos e foi também um dos primeiros jogadores de futebol a ter fã-clube organizado.

## Carreira
O maranhense Canhoteiro iniciou sua carreira profissional atuando pelo América de Fortaleza em 1949, chegando pouco depois à seleção cearense. Foi para o São Paulo em abril de 1954, onde se projetou para o futebol, comprado por cem mil cruzeiros. Sua estréia foi contra o Corinthians, time do zagueiro Idário, que foi talvez quem mais sofreu com seus dribles. Canhoteiro chegou para substituir Teixeirinha e foi campeão do Torneio Jarrito, no México em 1955, da Pequena Taça do Mundo, na Venezuela, e Paulista, em 1957, ao lado de Zizinho. Esteve três vezes na seleção brasileira: no Sul-Americano Extra de Lima, na Taça Oswaldo Cruz e na excursão preparatória para a Copa do Mundo de 1958.
Ele disputou 415 partidas pelo Tricolor paulista e marcou 103 gols. Tomou parte no jogo de inauguração do Morumbi em 1960, contra o Sporting de Lisboa. Sofreu uma séria contusão em um lance casual com o jogador Homero, do Corinthians. Após a contusão seu futebol não era mais o mesmo. Foi vendido ao futebol mexicano em 1963 para jogar no Nacional e no Toluca. Ficou lá por três anos e voltou para o Brasil, já fora de suas melhores condições físicas, para encerrar a carreira no Nacional, de São Paulo, e no Saad, de São Caetano do Sul. Depois de aposentado do futebol, foi funcionário do Banespa onde servia cafezinho, sempre sorrindo.

### Seleção Brasileira
Pela seleção brasileira Canhoteiro participou de dezesseis partidas, marcando apenas um gol, justamente na sua estréia contra o Paraguai no Pacaembu, em 17 de novembro de 1955. Supostamente devido ao seu estilo de vida boêmio  também por um medo estrondoso de avião, não foi convocado para a Copa do Mundo de 1958 as vésperas do embarque para a Suécia. Para o seu lugar foi chamado Zagallo. Canhoteiro até então era titular absoluto da seleção que disputaria a Copa. Depois disso, ele nunca mais foi convocado para defender a seleção brasileira.
Canhoteiro foi cortado (e não convocado) às vésperas do embarque para a Suécia, perdendo a posição para seus até então reservas Pepe e Zagalo, que haviam sido convocados juntamente com ele. Canhoteiro foi convocado e jogou outras vezes, como contra a Inglaterra, em 13 de maio de 1959, quando o Brasil venceu por 2 a 0, com gols de Julinho Botelho e Henrique Frade. Garrincha não pôde jogar e em seu lugar entrou Julinho (Júlio Botelho), que recebeu uma das mais ruidosas vaias da história do Maracanã, que minutos depois se curvava a Julinho, aplaudindo-o por sua magnífica exibição, aberta por dribles e fintas desconcertantes em ingleses, por um gol, aos sete minutos e, depois de entortar seus marcadores, aos 12 minutos dar o passe para Henrique fazer o segundo. O Brasil jogou com Gilmar, Djalma Santos, Belini, Orlando e Nilton Santos; Dino Sani e Didi; Julinho, Henrique, Pelé e Canhoteiro. Técnico Vicente Feola.

## Homenagens
- A canção "Futebol", de Chico Buarque, homenageia Canhoteiro e diversos outros futebolistas.
- Em 2003, o cantor Zeca Baleiro também homenageou o jogador, através de uma música, intitulada "Canhoteiro". "Descobri que o jogador Canhoteiro era meu xará, José Ribamar e, além disso, um símbolo, pois era maranhense, revelado no Ceará e que foi para São Paulo fazer carreira. É uma homenagem ao futebol malandro, de várzea, que está em extinção", explica o autor. A música está presente no álbum Raimundo Fagner & Zeca Baleiro.[5]
- O complexo esportivo que abriga o Estádio do Castelão, Ginásio Castelinho, entre outras praças de esportes de São Luís, tem o nome do jogador.[6]
- Seus lances receberam homenagem no Esporte Fantástico da TV Record.[7]

## Títulos
São Paulo
- Campeonato Paulista: 1957[3]
- Taça dos Campeões Estaduais de São Paulo e do Rio de Janeiro: 1958
- Pequena Taça do Mundo: 1955